# Thank You for Loving Me
Thank You for Loving Me – ballada rockowa zespołu Bon Jovi, wydana w 2000 roku na singlu przez wytwórnię Island. Mała płyta promowała ich album Crush.

## Spis utworów
Źródło
Wersja amerykańska
1. „Thank You for Loving Me”
2. „Just Older (Live)”
3. „Born to Be My Baby” (Live)

Wersja australijska
1. „Thank You for Loving Me”
2. „Captain Crash and the Beauty Queen from Mars” (Live)
3. „Born to Be My Baby” (Live)
4. „I’ll Be There for You” (Live)
5. „I’ll Sleep When I’m Dead” (Live)

## Pozycje na listach przebojów
| Lista (2000)           | Pozycja |
| ---------------------- | ------- |
| Billboard Hot 100      | 57      |
| Mainstream Rock Tracks | 26      |
| Włochy                 | 14      |
| Norwegia               | 20      |
| Finlandia              | 19      |
| Belgia                 | 17      |
| UK Top 40              | 12      |
| German Top 100         | 35      |
| ARIA Singles Chart     | 34      |
| Swiss Music Charts     | 26      |
| Austria                | 14      |
| Holandia               | 24      |
| Sverigetopplistan      | 46      |